# Сухарев, Алексей Григорьевич
Алексе́й Григо́рьевич Су́харев (род. 18 октября 1946 или 1946, Грозный) ― советский и российский учёный, доктор физико-математических наук, профессор; меценат и предприниматель — основатель компании, работающей в области информационных технологий, президент культурно-просветительского фонда.
Автор более 100 научных работ, в их числе 10 монографий, нескольких учебников и учебных пособий, а также многочисленных статей в советских и зарубежных научных журналах.

## Биография
Родился 18 октября 1946 года в Грозном в семье Сухарева Григория Михайловича, брат Михаила Сухарева.
После окончания школы, в 1963 году, поступил на механико-математический факультет Московского государственного университета им. М. В. Ломоносова. Окончив в 1968 году университет, а в 1971 году аспирантуру, в этом же году защитил кандидатскую (тема «Оптимальный поиск абсолютного экстремума функций, удовлетворяющих условию Липшица») и в 1983 году докторскую («Минимаксные модели в теории численных методов») диссертации.
В 1971—1994 годах работал в Московском государственном университете, преподавал на факультете вычислительной математики и кибернетики, заведовал лабораторией Научно-исследовательского вычислительного центра МГУ.
В 1990 году Алексей Сухарев основал российскую компанию по разработке заказного программного обеспечения Auriga, работающую в основном на рынке США. С момента основания и по декабрь 2018 года являлся президентом компании. А. Г. Сухарев был одним из основателей Российской ассоциации компаний разработчиков программного обеспечения — РУССОФТ.
Выйдя из бизнеса в сфере информационных технологий, в январе 2019 года основал новый бизнес. В 2013 году А. Г. Сухарев издал книгу «Жизнь и смерть священника Илии Попова» о своём деде, донском казачьем священнике — протоиерее Илии Попове, расстрелянном в 1937 году. В том же, 2013 году, основал Фонд имени священника Илии Попова.
В 2020 году была издана, написанная Алексеем Сухаревым вместе с братом Михаилом, книга об отце. В этом же году А. Г. Сухарев написал и издал книгу «Мемориал», в которой рассказывается о мемориальном комплексе всем пострадавшим за Веру Христову в XX веке на Донской земле, созданном в Великокняжеском благочинии Волгодонской епархии попечением Фонда имени священника Илии Попова.
В 1994—2016 годах жил в США, имеет троих детей.

## Из библиографии
- Минимаксные алгоритмы в задачах численного анализа / А. Г. Сухарев. — Москва : Наука, 1989. — 299,[4] с. : ил.; 21 см; ISBN 5-02-013942-4

### Учебные пособия
- Курс методов оптимизации : учеб. пособие / А. Г. Сухарев, А. В. Тимохов, В. В. Фёдоров. — 2-е изд. — Москва : ФИЗМАТЛИТ, 2005 (Вологда : ПФ Полиграфист). — 367 с. : ил.; 22 см. — (Серия «Классический университетский учебник»); ISBN 5-9221-0559-0
- Исследование операций в задачах и упражнениях : учеб. пос. для студентов … по спец. «Прикл. математика» / В. В. Морозов, А. Г. Сухарев, В. В. Фёдоров. — Изд. 2-е, испр. — Москва : URSS, 2009. — 285, [2] с. : ил.; 22 см; ISBN 978-5-397-00276-9

### Летописи Отечества
- Жизнь и смерть священника Илии Попова / А. Г. Сухарев. — Смоленск : Маджента, 2013. — 167, [1] с., [21] с. ил., портр., цв. ил., портр.; 17 см + [1] отд. л. ил.; ISBN 978-5-98156-480-2
- Григорий Михайлович Сухарев — инженер-нефтяник, учёный, педагог / А. Г. Сухарев, М. Г. Сухарев. — Ростов-на-Дону : Альтаир, 2020. — 299 с. : ил., портр., цв. ил., портр.; 21 см; ISBN 978-5-91951-603-3 : 1100 экз.
- Мемориал / А. Г. Сухарев. — Ростов-на-Дону : Альтаир, 2020. — 311 с., [1] л. цв. ил. : ил., портр., факс., цв. ил., портр.; 21 см. — (Серия «Православный Тихий Дон» / Фонд им. священника Илии Попова); ISBN 978-5-91951-617-0 : 700 экз.